# Влэдояну, Барбу
Барбу Влэдояну (рум. Barbu Vlădoianu; 1812—1876) — румынский военный и государственный деятель, министр обороны Объединённого княжества Валахии и Молдавии (1859), генерал-майор. Мэр Бухареста (1864—1865 и 1872—1873).

## Биография
Боярского происхождения. Возглавлял румынскую армию, был сторонником избрания Александра Иоанна Куза господарем на престол Соединённых княжеств Молдавии и Валахии в 1859 году. Отказался привлекать армию, чтобы рассеять толпу, выступающих за объединение Молдавии и Валахии.
Генерал Барбу Влэдояну был избран первым главой румынской столицы в 1864 году. Во время первого срока выполнения обязанностей градоначальника (1864—1865) демонтировал водяные мельницы на реке Дымбовица, протекающей через Бухарест, разработал систему канализации, чтобы предотвратить постоянные наводнения города. Начал проведение массовых работ по упорядочению улиц и строительство четырёх железных мостов над Дымбовицей. В 1865 году мэрия Бухареста создала Управление по гражданскому статусу. До этого акты крещения, рождения и смерти хранились только в церквях. Влэдояну внёс большой вклад в развитие общественного транспорта в Бухаресте. По его настоянию в 1869 году была открыта первая линия железной дороги Бухарест-Джурджу.
Во время первого срока выполнения обязанностей градоначальника (1872—1873) упорядочил и благоустроил один из важнейших проспектов в центральном Бухаресте нынешний Проспект Победы. Запустил первую трамвайную линию (конку).
Похоронен на кладбище Беллу в Бухаресте.